# Pont d'en Clota
El Pont d'en Clota o de Can Clota és un pont d'Esplugues de Llobregat (Baix Llobregat) inclòs a l'Inventari del Patrimoni Arquitectònic de Catalunya.

## Descripció
És un pont de 6 arcs de volta de maó d'obra vista i de paredat que ha estat objecte de successives ampliacions que oculten la perspectiva de l'obra original, tot i que els arcs originals encara es poden veure al darrere de l'estructura de formigó de l'ampliació.

## Història
La carretera reial de primer ordre de Madrid a França per Barcelona i la Jonquera, construïda durant els anys 1763-1765 sota el regnat de Carles III, havia de salvar a Esplugues dos torrents: el torrent d'Esplugues, que salva el veí pont d'Esplugues o del Barranc, i el torrent de Can Clota (o de la Clota) que salva aquest pont que pren el nom del torrent i de la veïna masia de Can Clota.
El 1878 s'afirmava que constava de 6 arcs altíssims i que era sens dubte dels més notables i atrevits de la província.